# Белона
Белона (лат. Bellona), староримско божанство, богиња рата, често пандан богу Марсу. Поистовећивана је са богињом Нерио, а касније са грчком богињом рата Енио и са кападокијском богињом Ма. 
Поштовали су је Сабињани.
Овој богињи је посвећен храм у Риму још 495. године п. н. е., налазио се на крају Марсовог поља, у коме се састајао Сенат. Поред храма је стајао лат. columna bellica, одакле је свештеник оглашавао почетак рата.
Белона је сматрана и супругом Марса.
Најчешће је приказана са копљем, бичем или буктињом у руци, страшног лица, личила је на Фурије.

## Етимологија
Име богиње рата Белона потиче од раније Дуелона, која је сама дериват старолатинског дуелум („рат, ратовање“), који се такође претворио у белум у класичном латинском.
Етимологија речи дуелум остаје нејасна. Лингвиста Жорж-Жан Пино предложио је извођење од *дуенело- („прилично добар, прилично храбар“), реконструисаног деминутива речи дуенос, потврђеног на истоименом натпису као рани стари латински претходник речи бонус („добар“). Према лингвисти Михијелу де Вану, употреба *дуенело- „у контексту рата (бела акта, бела геста) може се схватити као еуфемизам, који на крају даје значење 'акција храбрости, рат' за именицу белум.

## Култ, веровања и храмови
Белона је првобитно била древна сабинска богиња рата поистовећена са Нерио, супругом бога рата Марса, а касније са грчком богињом рата Енио. Њен храм у Риму је 296. године пре нове ере у близини циркуса Фламиније посветио Апије Клаудије Цек, током Самнитских ратова. Овај храм је био прва локација на којој су на светом месту били окачени украсни штитови посвећени смртницима. Апије Клаудије је окачио штитове и посветио их својој породици.
Њен празник се славио 3. јуна, а њени свештеници су били познати као Белонари и рањавали су своје руке или ноге као крвну жртву за њу. Ови обреди су се одржавали 24. марта, названог Даном крви (dies sanguinis), након церемоније. Као последица ове праксе, која се приближила обредима посвећеним Кибели у Малој Азији, и Енио и Белона су се поистоветиле са њеним кападокијским аспектом, Ма.